# Guillaume Moullec
Guillaume Moullec (Brest, 7 marzo 1980) è un ex calciatore francese, di ruolo difensore.